# Scaphochlamys graveolens
Scaphochlamys graveolens là một loài thực vật có hoa trong họ Gừng. Loài này được Ooi Im Hin, Meekiong Kalu và Wong Sin Yeng miêu tả khoa học đầu tiên năm 2017.

## Mẫu định danh
Mẫu định danh: I.H. Ooi & K. Jeland OIH116; thu thập ngày 6 tháng 4 năm 2014 ở tọa độ 1°8′3,7″B 110°27′0,3″Đ / 1,13333°B 110,45°Đ, cao độ 90 m, Pichin, huyện Serian (từ năm 2015 tách ra để trở thành tỉnh Serian), tỉnh Samarahan, bang Sarawak, Malaysia. Mẫu holotype lưu giữ tại Cục Lâm nghiệp bang Sarawak ở Kuching, Sarawak, Malaysia (SAR).

## Từ nguyên
Tính từ định danh graveolens là tính từ tiếng Latinh, nghĩa là nặng mùi hay mùi hôi thối, để phản ánh mùi hôi thối của hoa loài này. Nhiều loài Scaphochlamys hoặc là không mùi hoặc là có mùi thơm, nhưng S. graveolens và S. lucens thì có mùi hôi thối.

## Phân bố
Đặc hữu khu vực tỉnh Serian và phó huyện Padawan, tỉnh Kuching, tất cả đều thuộc bang Sarawak, Malaysia phần trên đảo Borneo. Loài này được tìm thấy trên các loại đất mềm mollisol màu vàng-cam ẩm ướt tại đáy đá vôi karst dọc theo các con suối trong rừng, ở cao độ khoảng 90 m.

## Mô tả
Địa thực vật thân thảo, sống lâu năm, thân rễ, cao tới 70 cm. Thân rễ dưới mặt đất, đường kính ~1 cm, vỏ màu nâu nhạt đến nâu vừa, ruột màu trắng ánh nâu. Các chồi lá cách nhau 1–5 cm, mỗi chồi gồm 1-3 lá; cuống lá dài 18–32 cm, có rãnh, màu lục ánh nâu, có lông tơ, đáy hình gối, màu trắng đến xanh lục nhạt; bẹ không phiến lá 3–4, dài 3−14,5 cm, màu lục ánh nâu đến xanh lục vừa, nhẵn nhụi, mép dạng màng, rữa nát khi già; bẹ lá dài ~4 cm, dạng màng, màu xanh lục nhạt, nhẵn nhụi, rữa nát khi già; lưỡi bẹ khó thấy, có lông tơ; phiến lá 20–35 cm × 9–12,5 cm, hình trứng đến thuôn dài-hình elip, như da, mép nguyên, đáy thon nhỏ dần, đỉnh có mấu nhọn, thường hơi uốn ngược; mặt gần trục xỉn, màu xanh lục vừa đến xanh lục sẫm, nhẵn nhụi, gân giữa lõm xuống, màu xanh lục ánh nâu đến xanh lục nhạt, thưa lông tơ ở đáy, các gân bên chính hơi nổi lên; mặt xa trục màu xanh lục nhạt, có lông tơ, gân giữa nổi lên, màu xanh lục ánh nâu, rậm lông tơ, các gân bên chính hơi rõ. Cụm hoa dài 10–12,5 cm, mọc ra từ gần gốc lá bên trong các bẹ, chen chúc chặt, giống như củ hành, gồm 4–6 ximm hoa bọ cạp xoắn ốc, mỗi xim hoa gồm 2 hoa, mọc trên cuống cụm hoa; cuống cụm hoa dài 2,5–5 cm, màu trắng, nhẵn nhụi, lộ ra, hơi bị che phủ bởi phần còn lại của bẹ không lá đã rữa nát; lá bắc 4–6, ~4 × 1,6 cm, sắp xếp xoắn ốc, hình mác, dạng màng trừ lá bắc thứ nhất và lá bắc thứ hai ở lớp ngoài cùng đôi khi hơi như da, màu nâu nhạt đến nâu nhạt ánh lục, nhẵn nhụi, đỉnh nhọn, mỗi lá bắc đối diện 2 hoa; lá bắc con ~2, dài 1,5–3 cm, hầu như không phân biệt được với lá bắc, màu nâu nhạt đến màu trắng ánh nâu; hoa dài ~7 cm, mùi hoa gợi nhớ đến mùi hôi của chất lỏng rỉ ra từ rác thải sinh hoạt; đài hoa dài ~18 mm, màu trắng, đỉnh nhọn, có lông tơ ở đáy; ống hoa dài 40−45 mm, màu trắng, nhẵn nhụi; các thuỳ tràng hoa dài ~22 mm, hình mác, màu trắng đến vàng nhạt, nhẵn nhụi, đỉnh nhọn, có nắp; nhị lép dài 18–20 mm, thẳng đến hơi hình mác ngược, màu trắng đến hơi vàng nhạt, đỉnh thuôn tròn đến nhọn, mặt gần trục có lông tuyến che phủ; cánh môi ~25 × 15 mm, hình thìa, mặt gần trục có lông tuyến che phủ, màu trắng với đường viền màu tím, dải giữa màu vàng nhạt kéo dài đến các thùy, đỉnh 2 thùy, khía răng cưa ~5 mm, uốn ngược, các thùy hơi xếp chồng; nhị ~12 × 2 mm, có lông tuyến che phủ, màu trắng ánh tím tại mào; chỉ nhị dài ~5 mm; mô vỏ bao phấn dài ~5 mm, không cựa, mào dài ~2 mm; đầu nhụy dài dưới 1 mm, hình chùy với 2 bướu ở lưng, lỗ nhỏ có lông rung, hướng về phía trước; vòi nhụy dài ~55 mm, màu trắng, nhẵn nhụi; bầu nhụy dài ~4 mm, 1 ngăn, màu trắng, thưa lông tơ nhưng rậm ở đỉnh, noãn đính đáy; tuyến trên bầu 2, dài ~6 mm, rời, hình kim, màu trắng ánh nâu. Không thấy quả và hạt.
S. graveolens phân biệt với các loài Scaphochlamys khác ở Borneo nhờ những chiếc lá lớn hình mái chèo và mùi hoa hôi thối. Ooi et al. (2017) xếp S. graveolens và S. lucens trong nhóm Graveolens.
Cho đến nay, S. graveolens là loài Scaphochlamys to lớn nhất đã biết trên đảo Borneo. Mẫu Burtt B. 8798 (lưu giữ tại Vườn Thực vật Hoàng gia tại Edinburgh) thu thập ngày 26 tháng 5 năm 1975 từ đường Penrissen, Kampung Segu, phó huyện Padawan, tỉnh Kuching, Sarawak được xác định là S. graveolens dựa trên các chồi lá lớn hơn nhiều của nó, đáy phiến lá thon nhỏ dần, đỉnh phiến lá có mấu nhọn và rễ dài với các rễ tam cấp rất ngắn. Smith (1987) và Searle (2010) gộp Burtt B. 8798 như là S. aff. breviscapa. Tuy nhiên, S. breviscapa có phiến lá dạng giấy, nhọn thon với gân giữa có lông tơ ở mặt xa trục, các cụm hoa xếp lợp với cuống cụm hoa ngắn (1–3,5 cm), các lá bắc như da và nhỏ (2,5–3 cm), hoa nhỏ (dài dưới 4 cm), cánh môi màu trắng với các sọc màu tím hoa cà ở cả hai bên của dải giữa màu vàng nhạt gần đáy, và nó được mô tả từ Kemaman, bang Terengganu thuộc Malaysia bán đảo.

## NhómGraveolens
Nhóm Graveolens được xác định bằng các hoa có mùi hôi thối, cụm hoa ken chặt, các lá bắc dạng màng sắp xếp xoắn ốc, các lá bắc con tương tự như lá bắc nhưng ngắn hơn, với lá bắc con thứ nhất với 2 gờ lưng rất mờ nhạt và khó thấy, hoa lớn, dài ~7 cm với cánh môi dài ~2 cm màu trắng với dải giữa màu vàng rìa tím kéo dài tới các thùy, quả có vỏ quả ngoài nhẵn. Nhóm này chỉ giới hạn ở tây nam Sarawak, gồm 2 loài là S. graveolens, S. lucens.